# اچ‌ام‌اس شربورن (۱۷۶۳)
اچ‌ام‌اس شربورن (۱۷۶۳) (به انگلیسی: HMS Sherborne (1763)) یک کشتی بود که طول آن ۵۴ فوت ۷ اینچ (۱۶٫۶ متر) بود. این کشتی در سال ۱۷۶۳ ساخته شد.